# Айпост
«Айпост» («Армпочта») — национальный оператор почтовой связи в Армении.

## Описание
Компания оказывает населению почтовые, финансовые и электронные услуги, а также занимается продажей сопутствующих товаров. «Армпочта» имеет в своём подчинении около 900 почтовых отделений по всей республике. Кроме того, компания отвечает за выпуск и продажу почтовых марок Армении.

## История
Почта на территории Армении существует с 1828 года и развивалась сначала в рамках почтовой системы Российской империи, затем — Советского Союза, а с 1991 года — как почтовое ведомство независимой Республики Армения.

## Современность
С 30 ноября 2006 года «Армпочта» перешла в доверительное управление голландской компании Haypost Trust Management B.V. сроком на пять лет с правом пролонгации договора на такой же срок. Последняя базируется в Амстердаме (Нидерланды) и образована специально для осуществления программы доверительного управления.
В 2010 году «Армпочта» начала предоставлять почтово-банковские услуги, а также осуществлять таможенную посредническую деятельность при получении международных почтовых отправлений. Кроме того, был заключён договор с почтовым оператором Франции «La Poste» на предмет помощи в развитии почтово-банковских и электронных услуг.
В 2011 году компания Haypost Trust Management B.V. приступила к реализации программы «Haypost — Marathon-2011». В течение года программа выполнила модернизацию 50 почтовых отделений Армении — 12 в Ереване и 38 в регионах. При этом во всех этих отделениях, наряду с традиционными почтовыми услугами, оказываются услуги интернетной, факсимильной и факсовой связи, а также различных финансовых и коммерческих операций. Всего планируется обновить более 250 почтовых отделений страны. Для реконструкции отделений «Армпочты» выделяется около 4 млрд драмов.